# Arabist
En arabist är en person (normalt från utanför den arabisktalande världen) som specialiserat sig på studiet av arabiska språket och kulturen, och ofta även arabisk litteratur. 
Historiskt började denna vetenskap i Spanien på medeltiden, där de muslimska härskarna tidvis uppmuntrade alla former av kulturell aktivitet. 
I England översatte Robert av Chester litteratur från arabiska till latin på 1200-talet. På 1630-talet etablerades undervisning i språket i Oxford och Cambridge.
Även i andra delar av Europa studerades ämnet flitigt. Sverige hade mot slutet av stormaktstiden livliga förbindelser med Osmanska riket, vilket befrämjade studiet på plats.
Många svenskar, som den senare biskopen Georg Wallin d.y., inhämtade kunskaper i arabiska vid studieresor till kontinenten, på olika universitet.
Studiet har i Sverige historiskt bedrivits inom ramen för österländska språk, där hebreiskan dock länge innehade en särställning.